# Uruma ourana
Uruma ourana is een krabbensoort uit de familie van de Pinnotheridae. De wetenschappelijke naam van de soort is voor het eerst geldig gepubliceerd in 2009 door Naruse, Fujita & Ng.